# Stewart McInnes
Stewart Donald McInnes, PC, QC (* 24. Juli 1937 in Halifax, Nova Scotia; † 3. Oktober 2015) war ein kanadischer Politiker der Progressiv-konservativen Partei Kanadas, der zwischen 1984 und 1988 Mitglied des Unterhauses sowie zeitweise Minister war.

## Leben
Stewart Donald McInnes war nach einem Studium der Rechtswissenschaften als Rechtsanwalt tätig und wurde für seine Verdienste zum Kronanwalt (Queen’s Counsel) berufen. Bei der Unterhauswahl am 4. September 1984 wurde er im Wahlkreis Halifax mit 18.779 Stimmen erstmals zum Mitglied des Unterhauses gewählt. Im 24. Kabinett von Premierminister Brian Mulroney übernahm er verschiedene Regierungsämter und war zunächst zwischen dem 1. November 1984 und dem 19. August 1985 Parlamentarischer Staatssekretär im Ministerium für Außenhandel. Im Anschluss fungierte er zwischen dem 20. August 1985 und dem 20. Juni 1988 als Minister für Versorgung und Dienstleistungen sowie danach vom 30. Juni 1986 bis zum 7. Dezember 1988 als Minister für öffentliche Arbeiten. Zwischenzeitlich war er vom 3. Februar bis zum 30. März 1988 kommissarischer Minister für Versorgung und Dienstleistungen. Als Minister wurde er auch Mitglied des Kanadischen Kronrates.
Bei der Unterhauswahl am 21. November 1988 konnte McInnes sein Ergebnis im Wahlkreis Halifax zwar auf 19.840 Stimmen verbessern, verpasste aber gleichwohl den Wiedereinzug ins Unterhaus. Anschließend war er wieder als Rechtsanwalt tätig.